# Фридрих от Саксония-Алтенбург (1599 – 1625)
Фридрих от Саксония-Алтенбург (на немски: Friedrich von Sachsen-Altenburg; * 12 февруари 1599, Торгау; † 24 октомври 1625, Зеелце, убит) от рода на Ернестинските Ветини, е херцог на Саксония-Алтенбург и Юлих-Клеве-Берг.

## Живот
Той е вторият син на херцог Фридрих Вилхелм I от Саксония-Ваймар (1562 – 1602) и втората му съпруга Анна Мария (1575 – 1643), дъщеря на херцог Филип Лудвиг от Пфалц-Нойбург.
През 1612 г. той и братята му отиват да следват в университета на Лайпциг. През 1618 г. по-големият му брат Йохан Филип (1597 – 1639) става пълнолетен и поема сам управлението, а на братята си дава издръжка за цял живот. Фридрих започва военна служба и участва в Тридесетгодишната война в Лужица и Бохемия. В битката при Щатлон на 6 август 1623 г. той, заедно с Вилхелм от Саксония-Ваймар, попада в плен на граф Тили. Освободен е през 1624 г. След това през 1625 г. той е на датска служба. В Зеелце той е нападнат от Тили и убит през 1625 г. Погребан е първо в Хановер, по-късно братята му го местят в цъквата в Алтенбург. Той умира неженен и без наследници.